# Wybory parlamentarne w Niemczech w 1953 roku

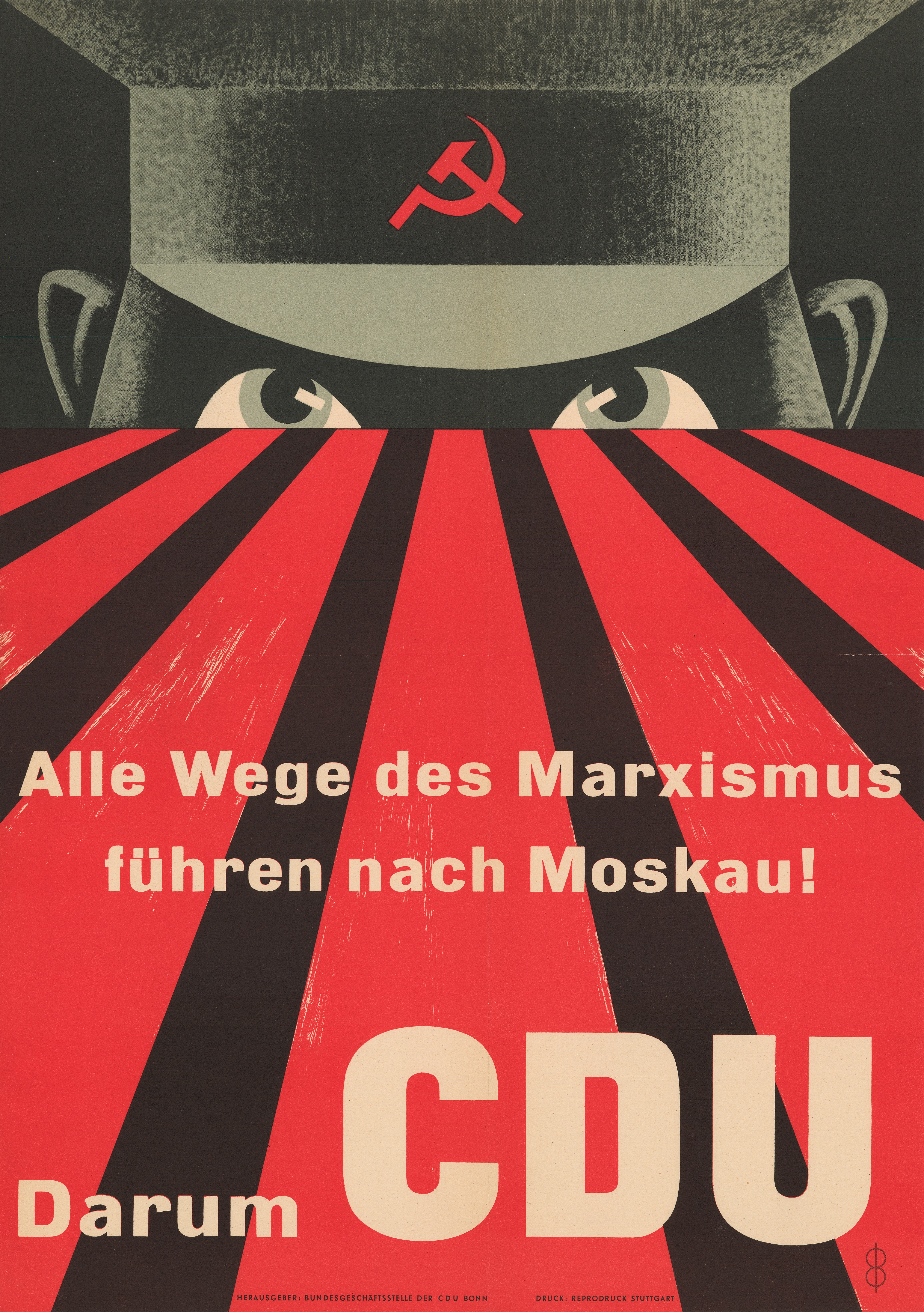
Plakat antykomunistyczny z okazji wyborów w 1953 roku: Wszystkie drogi marksizmu prowadzą do Moskwy! Dlatego CDU

Wybory do niższej izby parlamentu Republiki Federalnej Niemiec (Bundestagu), odbyły się 6 września 1953 roku. Konrad Adenauer pozostał kanclerzem, tworząc szeroką koalicję pomiędzy CDU/CSU a większością partii z wyjątkiem SPD. 

## Wyniki wyborów
| Partia                                                             | Głosy      | %      | Zmiana | Miejsca | Zmiana | % miejsc |
| ------------------------------------------------------------------ | ---------- | ------ | ------ | ------- | ------ | -------- |
| Christlich-Demokratische Union                                     | 10,016,594 | 36.36% | +11.2% | 191     | +76    | 39.1%    |
| Christlich-Soziale Union                                           | 2,427,387  | 8.81%  | +3.0%  | 52      | +28    | 10.7%    |
| Deutsche Partei                                                    | 1,073,031  | 3.89%  | -0.7%  | 15      | -2     | 3.1%     |
| Niemiecka Partia Centrum                                           | 217,078    | 0.79%  | -2.3%  | 3       | -7     | 0.6%     |
| Sozialdemokratische Partei Deutschlands                            | 7,944,943  | 28.84% | -0.38% | 151     | +20    | 31.0%    |
| Gesamtdeutscher Block/Bund der Heimatvertriebenen und Entrechteten | 1,613,215  | 5.86%  | +5.9%  | 27      | +27    | 5.5%     |
| Freie Demokratische Partei                                         | 2,629,163  | 9.54%  | -2.38% | 48      | -4     | 9.9%     |
| Kommunistische Partei Deutschlands                                 | 611,317    | 2.22%  | -3.5%  | 0       | -15    | 0.0%     |
| Inne partie                                                        | 1,018,544  | 3.7%   |        | 0       |        | 0.0%     |
| Razem                                                              | 27,551,272 | 100.0% |        | 487     | +85    | 100.0%   |